# Riccardo Del Giudice
Riccardo Del Giudice (Lucera, 16 luglio 1900 – Roma, 16 febbraio 1985) è stato un sindacalista, politico e giurista italiano.

## Biografia
Allievo e collaboratore di Giovanni Gentile, conseguì a ventun anni la laurea in Filosofia, rivelando i suoi vasti e solidi interessi culturali, che, insieme ad una rara volontà di studio e ad una seria attività politica formarono il suo principale merito professionale. Conseguì successivamente altre sei lauree, tra cui Giurisprudenza, che ne indirizzerà il cammino professionale.  
Apprezzato per le doti oratorie e l'accuratezza nella scrittura, fu parlamentare di chiara fama dal 1934 al 1943, nella XXIX e XXX legislatura della Camera dei Deputati, durante il periodo fascista. Uomo di profonda ed esemplare preparazione filosofica e giuridica, s'interessò anche di economia, storia, letteratura, arte, sociologia e scienza. 
All'Università di Roma fu docente di diritto del lavoro nella Facoltà di Scienze Politiche. Testimone d'eccezione di grandi e travolgenti fatti della vita italiana, fu firmatario dei Patti Lateranensi e, dal dicembre del 1939 al febbraio del 1943, sottosegretario all'Educazione Nazionale, nonché intimo amico di Giuseppe Bottai, ministro dell'Educazione Nazionale e figura critica del regime. 
Nel 1939, e per i primi anni Quaranta, fu tra i maggiori promotori dell'ambizioso progetto di redigere una Storia del Lavoro in Italia (in diversi volumi), progetto al quale parteciparono — tra gli altri — Federico Chabod, Amintore Fanfani, Luigi Dal Pane, Renato Spaventa, Gino Barbieri ed Ernesto Sestan.  
Intimamente legato alla sua città natale, lasciò generose donazioni di libri alla biblioteca comunale, alla biblioteca del liceo e a quella del tribunale. 
Morì a Roma nel 1985.